# Józsa Lángos
Józsa Lángos est une joueuse d'échecs hongroise née Fürst le 28 août 1911 à Tatabánya  et morte dans la même ville le 17 mai 1987.

## Biographie et carrière
Józsa Lángos fut championne de Hongrie à huit reprises consécutives . en 1942, 1943, 1944, 1947 (les quatre premiers championnats étaient officieux), 1949, 1950, 1951 et 1952.
Lángos participa :
- au championnat du monde d'échecs féminin de 1949-1950 à Moscou où elle finit dixième-onzième ex æquo sur seize participantes ;
- au tournoi des candidates de 1952 à Moscou où elle finit huitième ex æquo sur 16 joueuses avec 8 points marqués en 15 parties[2].

Elle obtint le titre de maître international féminin à sa création en 1950.